# Pico (текстовый редактор)
Pico (Pine composer) — это текстовый редактор для UNIX и основанных на UNIX компьютерных систем. Он интегрирован с почтовым клиентом Pine, который был разработан Office of Computing and Communications Вашингтонского университета.
Из Pine FAQ: «Pine’s message composition editor также доступен как отдельная автономная программа, называемая PICO. PICO — это очень простой и лёгкий в использовании текстовый редактор, предлагающий выравнивание параграфов (абзацев), вырезание/выставку и проверку орфографии…»
Пико не поддерживает работу с несколькими файлами одновременно и не может выполнять поиск и замену в нескольких файлах. Он также не может копировать текст из одного файла в другой (хотя возможно прочитать в редакторе текст из файла в своём рабочем каталоге). Pico поддерживает операции поиска и замены.
Интерфейс Pico во многом очень похож на интерфейс редакторов, имеющихся в Windows, таких как Блокнот.
Для сравнения, некоторые популярные текстовые редакторы UNIX, такие как vi и Emacs, предоставляют значительно большее число возможностей, чем Pico, включая поиск и замену по регулярным выражениям, и работу с несколькими файлами одновременно. Тем не менее, они, как правило, сложнее в изучении.
Проект GNU располагает клоном Pico, называемым nano, который был разработан потому, что лицензия Pico не является свободной, поскольку распространение модифицированной версии кода было запрещено. По умолчанию nano пытается имитировать Pico чтобы воспроизвести среду, к которой пользователи привыкли. Однако он может быть настроен на поддержку мыши, автоматический отступ, поиск по регулярным выражениям и даже подсветку синтаксиса, что делает его более полезным.

## Основные команды и навигация
В Pico есть ряд команд для редактирования. Клавиши со стрелками перемещают курсор на символ в момент времени в направлении движения. Вставка символа выполняется нажатием соответствующей символьной клавиши на клавиатуре, в то время как команды (такие как сохранение, проверка орфографии, выравнивание, поиск и т.д.) выполняются с помощью клавиши Ctrl.
Команда Ctrl+T используется для проверки орфографии. Средство проверки орфографии определяется из командной строки с помощью параметра -s. Когда пользователь записывает файлы на разных языках, средство проверки правописания может быть настроено как скрипт, который взаимодействует с пользователем для выбора языка, подлежащего проверке.
Команда Ctrl+J используется для выравнивания текста по левому краю. Текст растекается в каждой строке абзаца до предела, установленного с помощью параметра -r в командной строке. Если в командной строке не задано ограничение, то используется значение по умолчанию 72 символа в строке. Это ограничение используется для переноса строк во время композиции, а также для выравнивания текста. 
Команда Ctrl+J выравнивает текст в абзаце, на который установлен курсор. 

Команда Ctrl+W Ctrl+U используется для выравнивания полного файла. В случае, если это выравнивание выполнено неправильно или по ошибке, его можно отменить, нажав команду Ctrl + U сразу после выполнения выравнивания.
Команда Ctrl+W используется для поиска текста. Поиск выполняется без учета регистра, команда поиска и замены недоступна по умолчанию, но должна быть включена с помощью опции -b в командной строке.
Перемещение внутри редактора можно осуществлять с помощью клавиатуры с помощью клавиш со стрелками. Такие клавиши, как Page Up или Page Down, позволяют прокручивать текст вверх или вниз (соответственно к началу или концу файла). 

Команды Ctrl+W Ctrl+Y и Ctrl+W Ctrl+V перемещают курсор в начало или конец файла соответственно, в то время как команды Ctrl+A и Ctrl+E перемещают курсор в начало и конец строки, на которой находится курсор.

## Параметры команд
Следующие параметры командной строки позволяют пользователям настраивать Pico перед редактированием файла. Эту информацию можно получить, запустив Pico с помощью команды -h (help). Когда Pico вызывается из Pine или Alpine, некоторые из приведенных ниже параметров можно настроить на экране их настройки, либо включив определенную функцию, либо настроив переменную. Ниже указан способ настройки Pico из командной строки, а также как настроить его из Alpine. Возможными начальными аргументами для редактора Pico являются:
| Флаг                          | Значение                                                         | Опция конфигурации Alpine                                     |
| ----------------------------- | ---------------------------------------------------------------- | ------------------------------------------------------------- |
| -e                            | Завершить - разрешить заполнение имени файла                     | [X] Включить завершение вкладки (включено по умолчанию)       |
| -k                            | Вырезать - let ^ K вырезает от положения курсора до конца строки | [X] Ctrl-K вырезать от курсора                                |
| -a                            | ShowDot - показывать точечные файлы в файловом браузере          | [X] Включить Точечные файлы                                   |
| -j                            | Goto - разрешить команду 'Goto' в файловом браузере              | [X] Включить Goto в файловом браузере (включено по умолчанию) |
| -g                            | Показать - показать курсор в браузере файлов                     | [X] Показать курсор                                           |
| -m                            | Мышь - включить поддержку мыши                                   | [X] Enable Mouse in Xterm                                     |
| -x                            | NoKeyhelp - подавить keyhelp                                     | [X] Disable Keymenu                                           |
| -p                            | PreserveStartStop - сохранить символы "start"(^Q) и "stop"(^S).  | [X] Preserve Start/Stop Characters                            |
| -q Termdef                    | Wins - termcap or terminfo takes precedence over defaults        | [X] Termdef Takes Precedence                                  |
| -Q <quotestr>                 | Set quote string (e.g. "> ") esp. for composing email            | Reply Indent String =                                         |
| -d                            | Rebind - let delete key delete current character                 | [X] Delete Key Maps to Ctrl-D                                 |
| -f                            | Keys - force use of function keys                                |                                                               |
| -b                            | Replace - allow search and replace                               | [X] Enable Search and Replace (enabled by default)            |
| -h                            | Help - give this list of options                                 |                                                               |
| -r[#cols]                     | Fill - set fill column to #cols columns, default=72              | Composer Wrap Column =                                        |
| -n[#s]                        | Mail - notify about new mail every #s seconds, default=180       | Mail Check Interval =                                         |
| -s <speller>                  | Speller - specify alternative speller                            | Speller =                                                     |
| -t                            | Shutdown - enable special shutdown mode                          |                                                               |
| -o <dir>                      | Operation - specify the operating directory                      | Operating Dir =                                               |
| -z                            | Suspend - allow use of ^Z suspension                             | [X] Enable Suspend                                            |
| -w                            | No Wrap - turn off word wrap                                     |                                                               |
| -W <wordseps>                 | Set word separators other than whitespace                        | Composer Word Separators =                                    |
| -dcs <display_character_set>  | default uses LANG or LC_CTYPE from environment                   | Display Character Set =                                       |
| -kcs <keyboard_character_set> | defaults to display_character_set                                | Keyboard Character Set =                                      |
| -syscs                        | use system-supplied translation routines                         | [X] Use System Translation                                    |
| +[line#]                      | Line - start on line# line, default=1                            |                                                               |
| -v                            | View - view file                                                 |                                                               |
| -no_setlocale_collate         | do not do setlocale(LC_COLLATE)                                  | [X] Disable Setlocale Collate                                 |
| -version                      | Pico version number                                              |                                                               |

## Установка Pico

#### Ubuntu/Mint/Debian
1. sudo apt update
2. sudo apt install alpine-pico

#### CentOS
Установите nano редактор:
yum install nano -y
И запустите:
cd /usr/bin/
ln -s nano pico
export EDITOR="pico"